# Norberto Outes
Norberto Daniel Outes (n. Buenos Aires, Argentina, 10 de octubre de 1953 - ) es un profesor de inglés y exfutbolista argentino. Jugaba de delantero y se desempeñó en varios clubes, destacándose en Independiente de la primera división argentina.

## Trayectoria
Se inició a los 22 años en Victoriano Arenas (Primera C) de donde llegó al Independiente, donde debutó en primera división en 1975. En Independiente, donde permaneció 5 años y vivió su época más gloriosa como jugador, se consagró campeón dos veces: Campeonato Nacional 1977 (Argentina) y Campeonato Nacional 1978 (Argentina)
En 1980 es transferido a Boca Juniors, donde no pudo repetir el brillante desempeño que había tenido en su anterior club. En 1981 sale campeón con Boca Juniors, jugando poco debido a una hepatitis.
En 1982 inicia su experiencia internacional siendo adquirido por el América de México. Con este equipo Outes es premiado con el título de Campeón de Goleo de la temporada 1982-1983.
En 1983 pasó al Necaxa. Aquí también fue goleador de la temporada 1983-1984 con los "rayos".
Finalmente en 1985 decide regresar a la Argentina y es contratado por Vélez Sársfield, donde en 1986 finalizó su carrera futbolística.
En su etapa como jugador profesional, medía 1.81m y pesaba 75 kilos.

## Clubes
| Club                | País      | Año       | Part | Goles |
| ------------------- | --------- | --------- | ---- | ----- |
| Victoriano Arenas   | Argentina | 1975      |      |       |
| Independiente       | Argentina | 1975-1980 | 173  | 99    |
| Boca Juniors        | Argentina | 1980-1981 | 16   | 4     |
| América             | México    | 1982-1983 | 66   | 43    |
| Necaxa              | México    | 1983-1984 | 57   | 37    |
| Vélez Sarsfield     | Argentina | 1985-1986 | 11   | 2     |
| Selección Argentina | Argentina | 1979      | 3    | 0     |

## Palmarés

### Campeonatos nacionales
| Título           | Club          | País      | Año    |
| ---------------- | ------------- | --------- | ------ |
| Primera División | Independiente | Argentina | N-1977 |
| Primera División | Independiente | Argentina | N-1978 |
| Primera División | Boca Juniors  | Argentina | M-1981 |

### Copas internacionales
| Título            | Club          | Sede     | Año  |
| ----------------- | ------------- | -------- | ---- |
| Copa Libertadores | Independiente | Santiago | 1975 |